# Corryong
Corryong – miasto w Australii, w stanie Wiktoria.